# 猫的树
猫的树（英語：Cattree，1991年2月22日—），本名袁爽，中国大陆导演、摄影师，江苏南京人。2015年因拍摄的微电影而在网络上收获关注，2016年后签约欢娱影视，开始执导长篇影视剧，导演作品以青春剧为主。他拍摄短片/微电影的艺人包括胡一天、宋威龙、陈都灵、白鹿、张逸杰等，執導的戲劇代表作有《如此可爱的我们》、《见面吧就现在》、《明天也想見到你》、《當我飛奔向你》等。

## 影视作品

### 執導电视剧
| 年份   | 剧名                 | 兼任   | 性質                   |
| ------ | -------------------- | ------ | ---------------------- |
| 2017年 | 我与你的光年距离     | 不適用 | 網路劇                 |
| 2017年 | 无法拥抱的你         | 不適用 | 網路劇                 |
| 2020年 | 你成功引起我的注意了 | 不適用 | 網路劇，以「六猫」署名 |
| 2020年 | 如此可爱的我们       | 出品人 | 網路劇                 |
| 2022年 | 明天也想见到你       | 不適用 | 網路剧，以「六猫」署名 |
| 2022年 | 见面吧就现在         | 不適用 | 網路剧                 |
| 2023年 | 当我飞奔向你         | 不適用 | 網路剧                 |
| 2023年 | 我回到十七歲的理由   | 不適用 | 網路短劇               |
| 待播   | 轧戏                 |        | 網路剧                 |